# Katholieke Kerk in Polen

Polen

De Katholieke Kerk in Polen maakt deel uit van de wereldwijde Katholieke Kerk, onder het leiderschap van de paus en de Curie. De grote meerderheid van de bevolking (90% tot 97%) is katholiek. De grote meerderheid van de katholieke volgt de Latijnse ritus terwijl een minderheid de Oosterse ritus gebruikt. De trouw aan de kerk verminderde de jongste twintig jaar, vooral bij de jongeren. Het aantal praktiserende gelovigen en het aantal roepingen daalde sterk. Verder werd ook de Katholieke Kerk in Polen geconfronteerd met een misbruikschandaal.

## Geschiedenis
De kerstening van het Poolse volk begon in de tijd dat Mieszko I(circa 935 - 992) stamvorst was van de Polanen. De Polanen bewoonden de streken aan de Warta en hun voornaamste centra waren de burchtsteden van Gniezno en Poznań.  Mieszko liet zich op 4 april 966 in Regensburg dopen en daarna stichtte hij een kerk in Gniezno. Die stad is sindsdien de hoofdzetel van de Katholieke Kerk in Polen. In die periode werd het Poolse Rijk ook aanzienlijk uitgebreid.
Tijdens het communistische regime bloeide de Kerk tegen de verdrukking in. In 1950, 1956 en 1972 sloten Kerk en staat overeenkomsten, waarbij de Kerk het communistisch regime aanvaardde en de staat garanties gaf voor het kerkelijk bestuur en het katholieke onderwijs. Het bezoek van paus Johannes Paulus II aan zijn vaderland in juni 1979 versterkte de positie van de Kerk ten opzichte van de overheid. 
Begin jaren 1980 kwam de verhouding tussen de Kerk en het communistisch regime onder grote druk te staan door de moord in 1984 op de populaire priester Popiełuszko door geheime staatsagenten. 
In mei 1989 werd een nieuw akkoord bereikt, waarbij de Kerk volledig wettelijk erkend werd. In het akkoord werden de onafhankelijkheid van de Kerk en de vrijheid van godsdienst vastgelegd. Bovendien kreeg de Kerk recht op eigen scholen en media. In 1992 werd met de bul Totus Tuus Poloniae populus een reorganisatie van de kerkelijke structuur in gang gezet. Deze werd in 2004 afgerond.
In 2013 kwamen een reeks pedofilieschandalen binnen de kerk aan het licht. Verschillende bisschoppen werden beschuldigd van het verdoezelen van seksueel misbruik van minderjarigen en kregen ook disciplinaire sancties opgelegd. De kerk weigerde om een schadevergoeding te betalen aan de slachtoffers. Een Poolse documentairefilm van Tomasz Sekielski, Tylko nie mów nikomu uit 2019, die het onderwerp behandelde, kwam tot miljoenen kijkers via YouTube en Wirtualna Polska.

## Beschermheiligen
Patroonheiligen van Polen zijn:
- Casimir
- Stanislaus (van Krakau)
- Wojciech (Adalbert)
- Stanislaus Kostka
- Andreas Bobola
- Hyacinthus
- Cunegonde

## Bedevaart
Belangrijke bedevaartplaatsen in Polen zijn het klooster op de Jasna Góra in Częstochowa, het klooster van Zuster Faustina in Krakau- Lagienica, het huis van Johannes Paulus II in Wadowice en de Mariabasiliek van Licheń.

## Kerkprovincies en bisdommen
De Katholieke Kerk is georganiseerd in 14 kerkprovincies die de Latijnse ritus gebruiken, 1 Oekraïense kerkprovincie, een ordinariaat voor oosters-katholieken, en het militair ordinariaat. Primaat van Polen is de aartsbisschop van Gniezno (de oude hoofdstad van het Koninkrijk der Piasten en het oudste bisdom).

### Latijnse ritus

Poolse bisdommen

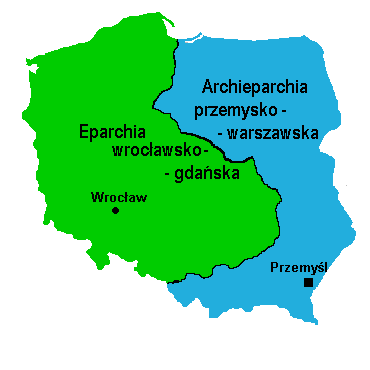
Oekraïense Grieks-katholieke bisdommen in Polen

1. Kerkprovincie Białystok: Aartsbisdom Białystok (1), Bisdom Drohiczyn (2), Bisdom Łomża (3)
2. Kerkprovincie Częstochowa: Aartsbisdom Częstochowa (8), Bisdom Radom (9), Bisdom Sosnowiec (10)
3. Kerkprovincie Gdańsk: Aartsbisdom Gdańsk (11), Bisdom Pelplin (12), Bisdom Toruń (13)
4. Kerkprovincie Gniezno: Aartsbisdom Gniezno (14), Bisdom Bydgoszcz (15), Bisdom Włocławek (16)
5. Kerkprovincie Katowice: Aartsbisdom Katowice (17), Bisdom Gliwice (18), Bisdom Opole (19)
6. Kerkprovincie Krakau: Aartsbisdom Krakau (4), Bisdom Bielsko-Żywiec (5), Bisdom Kielce (6), Bisdom Tarnów (7)
7. Kerkprovincie Łódż: Aartsbisdom Łódź (20), Bisdom Łowicz (21)
8. Kerkprovincie Lublin: Aartsbisdom Lublin (22), Bisdom Sandomierz (23), Bisdom Siedlce (24)
9. Kerkprovincie Poznań: Aartsbisdom Poznań (25), Bisdom Kalisz (26)
10. Kerkprovincie Przemyśl: Aartsbisdom Przemyśl (27), Bisdom Rzeszów (28), Bisdom Zamość-Lubaczów (29)
11. Kerkprovincie Szczecin-Kamień: Aartsbisdom Szczecin-Kamień (30), Bisdom Koszalin-Kołobrzeg (31), Bisdom Zielona Góra-Gorzów (32)
12. Kerkprovincie Warmia: Aartsbisdom Warmia (33), Bisdom Elbląg (34), Bisdom Ełk (35)
13. Kerkprovincie Warschau: Aartsbisdom Warschau (36), Bisdom Płock (37), Bisdom Warschau-Praga (38)
14. Kerkprovincie Wrocław: Aartsbisdom Wrocław (39), Bisdom Legnica (40), Bisdom Świdnica (41)

### Oosterse ritus
1. Kerkprovincie Przemyśl-Warschau (Oekraïens): Aartsbisdom Przemyśl-Warschau, bisdom Wrocław-Gdańsk

### Overig
- Militair ordinariaat, Ordinariaat voor oosters-katholieken